# Punta de les Cambres
La Punta de les Cambres és una muntanya de 666 metres que es troba al municipi de Bellaguarda, a la comarca catalana de les Garrigues.
Al cim podem trobar-hi un vèrtex geodèsic (referència 255129001).